# Nowy Gaj (Litwa)
Nowy Gaj – dawna osada. Tereny na których była położona, leżą obecnie na Litwie, w okręgu uciańskim, w rejonie jezioroskim, w starostwie Turmont.

## Historia
W czasach zaborów w granicach Imperium Rosyjskiego.
W dwudziestoleciu międzywojennym osada leżała w Polsce, w województwie nowogródzkim (od 1926 w województwie wileńskim), w powiecie brasławskim, w gminie Smołwy.
Powszechny Spis Ludności z 1921 roku nie podał danych dotyczących miejscowości. W 1931 w 1 domu zamieszkiwało 5 osób.
Wierni należeli do parafii rzymskokatolickiej w Smołwach. Miejscowość podlegała pod Sąd Grodzki w m. Turmont i Okręgowy w Wilnie; właściwy urząd pocztowy mieścił się w m. Turmont.